# 米浜由圭
米浜 由圭（よねはま ゆか、1980年5月5日 - ）は、元大分放送 (OBS) のアナウンサー。「ミス日本」の第37回（2005年度）『準ミス日本』受賞。大分県出身。

## 来歴
大分放送入社前の2004年、第37回ミス日本コンテストに参加・出場。2005年1月の最終審査にまで駒を進め、準ミスの1人に選ばれる。
準ミス受賞直後の2005年4月に大分放送に入社し、同局のアナウンサーになる。後に大分放送公式サイトのアナウンサー一覧から名前が削除されるが、その後も同局の『おはようナイスキャッチ』に出演していた。

## 担当番組

### ラジオ番組
- OBSおはなしワールド
- OBSニュース

### テレビ番組
- かぼすタイム - 「かぼすスクランブル」担当
- OBSニュースライン - 水曜・木曜のお天気コーナー担当
- おはようナイスキャッチ
- OBSニュース